# Nikkan Kōgyō Shimbun
Die Nikkan Kōgyō Shimbun (jap. 日刊工業新聞, wörtlich: „Tägliche Industriezeitung“) ist eine der führenden Wirtschaftszeitungen Japans und wird vom Verlag Nikkan Kōgyō Shimbun, Ltd. (日刊工業新聞社, Nikkan Kōgyō Shimbunsha) mit Hauptniederlassung in Tokio publiziert. Sie erreicht eine tägliche Auflagenhöhe von 500.000 Exemplaren. Die Zeitung ist spezialisiert auf allgemeine Wirtschaftsnachrichten, deckt aber auch einzelne Industriesparten wie die Automobil, Elektrotechnik, Telekommunikation oder IT ab.
Abgesehen von der Zeitung veröffentlicht der Verlag zahlreiche Bücher und den Metro-Guide, organisiert Handelsmessen und Seminare. Er arbeitet zudem mit der Organisation der Vereinten Nationen für industrielle Entwicklung (UNIDO) zusammen, organisiert beispielsweise gemeinsame Seminare und Messen zur Förderung japanischer Investitionen in aufstrebenden Industrieländern.